# Svarfdœla saga
La Svarfdœla saga (che in italiano significa Saga dei valligiani di Svarfaðardalr) è una saga degli Islandesi scritta in norreno in Islanda intorno al XIII-XIV secolo. La saga descrive le controversie che insorsero durante il primo insediamento costruito nella valle di Svarfaðardalur, situata a nord dell'Islanda.
La saga riguarda tre generazioni di una famiglia originaria della Norvegia. Thorstein Svarfað arriva in Islanda da Namdalen con il figlio più giovane Karl. La maggior parte della saga si concentra sulla relazione tra Karl e una donna di nome Ljótólf, nonché il capo del villaggio (noto anche con il termine di goði).
L'editore moderno della Svarfdœla saga la cui versione è presa da tutti convenzionalmente come standard è l'Íslenzk Fornrít.